# ベンナ
ベンナ（伊: Benna）は、イタリア共和国ピエモンテ州ビエッラ県にある、人口約1,100人の基礎自治体（コムーネ）。

## 地理

### 位置・広がり

#### 隣接コムーネ
隣接するコムーネは以下の通り。括弧内のVCはヴェルチェッリ県所属を示す。
- カンデーロ
- コッサート
- マッサッツァ
- モッタルチャータ
- ヴェッローネ